# HMS E26
HMS E26 – brytyjski okręt podwodny typu E. Zbudowany w latach 1914–1915 w William Beardmore and Company, Glasgow. Okręt został wodowany na jesieni 1915 roku i rozpoczął służbę w Royal Navy 3 października 1915 roku pod dowództwem Lt. E. W. B. Ryana. Okręt został przydzielony do Ósmej Flotylli Okrętów Podwodnych (8th Submarine Flotilla) stacjonującej w Harwich. 
Podobnie jak HMS E25 okręt był zamówiony przez Marynarkę Imperium Osmańskiego.
6 lipca 1916 roku okręt zatonął na Morzu Północnym. Cała załoga zginęła. 